# Emona

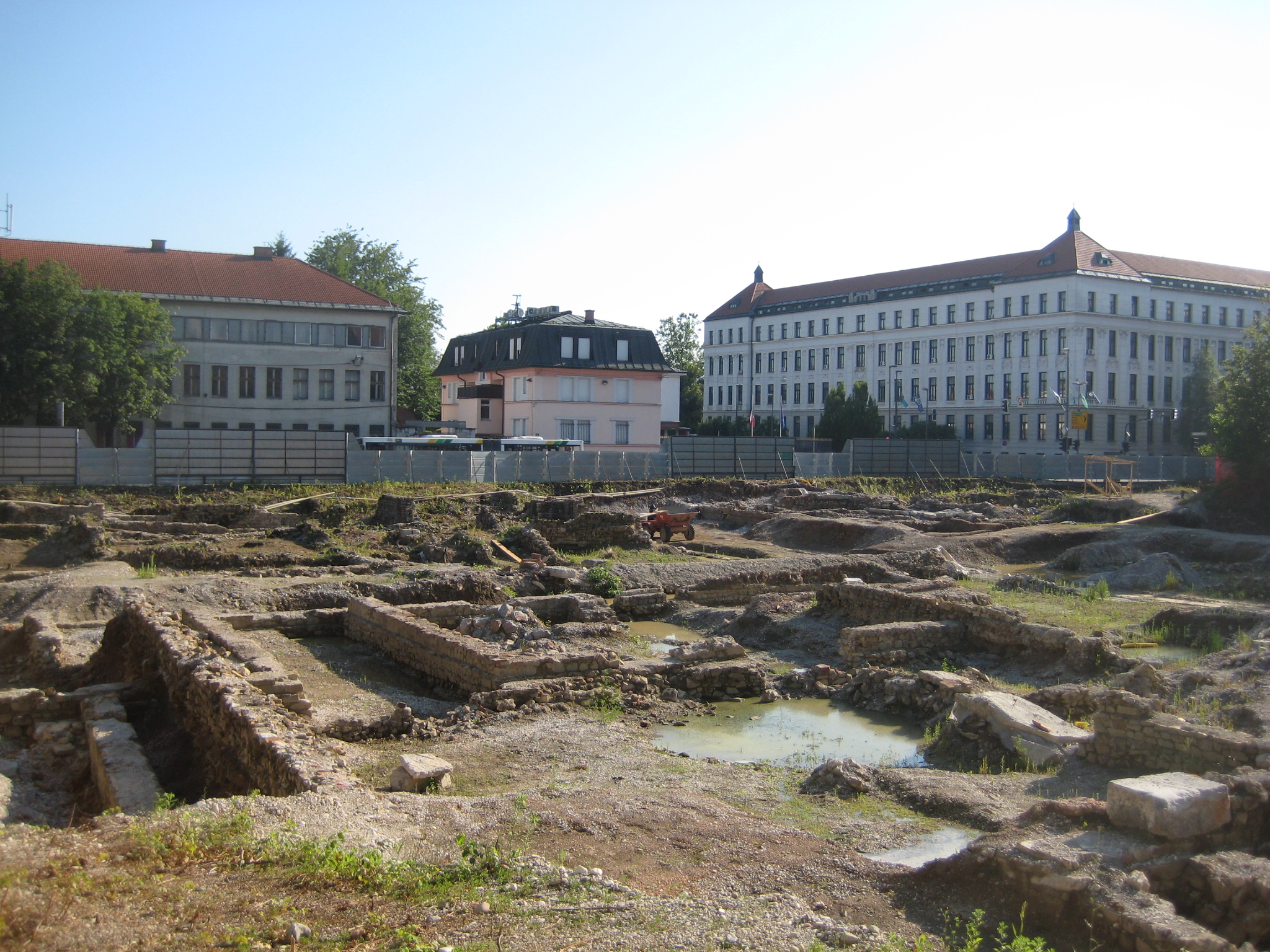
Opgravingen op de grond waar de nieuwe bibliotheek moet komen

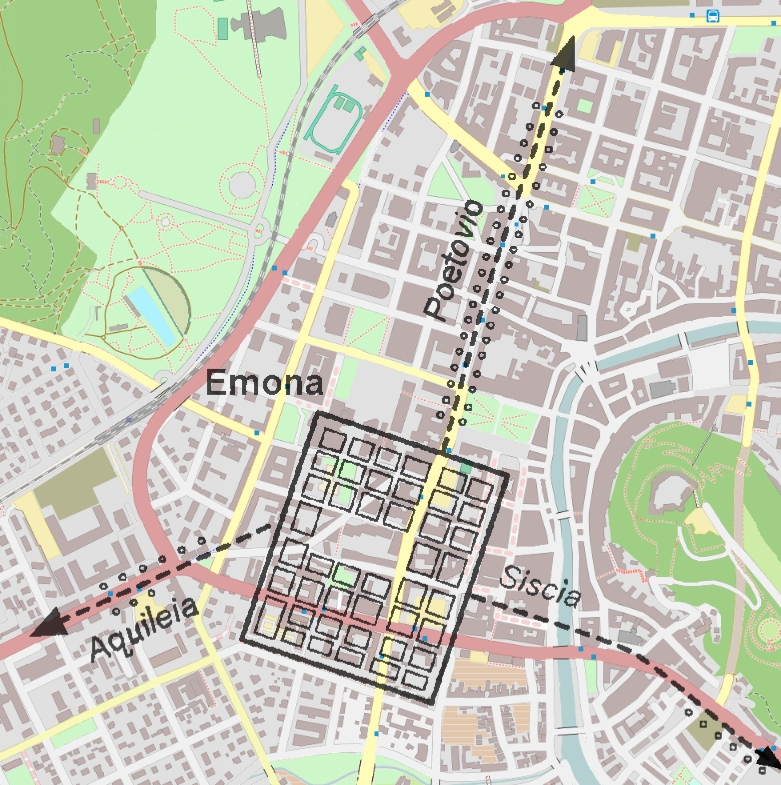
Kaart: Emona

Emona of Aemona, de korte naam voor Colonia Iulia Aemona, was een Romeins castrum dat werd opgericht in 14/15 voor Christus, mogelijk door het Legio XV Apollinaris (deze theorie is voorgesteld door de historicus en epigrafie expert Balduin Saria), op een grondgebied dat al bewoond werd door de oude kolonisten waarvan de oorsprong niet duidelijk is.
Emona was, samen met Nauportus, Celeia en Poetovio, een van de belangrijkste steden aan de oostkust van de Adriatische Zee. Er werd voorheen aangenomen dat het onderdeel uitmaakte van de Romeinse provincie Pannonia. Maar recentelijk onderzoek lijkt aan te geven dat Emona de meest oostelijk gelegen stad op het Romeins grondgebied is.

## Oprichting
In de jaren 6 tot 9 vochten de Romeinen een reeks van zware campagnes uit in Illyricum. Na afloop van de slagen werd het land vaak verdeeld onder de veteranen, omdat Imperator Caesar Augustus dat mogelijk had gemaakt, en daarom werd de overheid gedwongen om de landsgrenzen uit te breiden voor de schadeloosstelling van militaire veteranen. Emona was waarschijnlijk een kolonie opgericht door veteranen van de Illyricum campagnes. Deze soldaten waren niet blij met de kwaliteit van de uitbetalingen in niet-Italiaans land en rebelleerden kort na de vestiging van de kolonie in het jaar 14.
In de jaren 14 en 15 werd Emona omringd door muren in de vorm van een grote rechthoek van 430 bij 540 meter. De muren waren 6 tot 8 meter dik en 2,5 meter hoog. Er waren 4 grote poorten en 26 torens met tussen de torens een afstand van 60 meter. In het noorden en westen waren er twee grachten die werden gevoed door de stroom Šišenski Tivoli. De verdedigingsmuur in de stad was verdeeld in rechthoekige percelen, aangeduid als insulae (eilanden) die werden gescheiden door loodrecht kruisende straten. De belangrijkste straten waren Cardo maximus (noord-zuid) en Decumanus maximus (oost-west). Dit kwam overeen met het normale patroon van een provinciale Romeinse stad. Deze insulae hadden vloerverwarming en riolering. Ook was er een forum (tussen de huidige straten Gregorčičeva en Rimska) een tempel gewijd aan Jupiter, een rechtszaal, een stadhuis en een oud christelijke basiliek die in de 4e eeuw de zetel van het bisdom Emona was. De basiliek werd meerdere malen verbouwd. Emona had waarschijnlijk niet meer dan 10.000 inwoners. De begraafplaats was buiten de muren van de stad gepositioneerd. De opgraving van Romeinse graven vond plaats langs alle wegen buiten het oorspronkelijke Emona. In de omgeving van Ljubljana zijn ongeveer 3000 Romeinse graven gevonden. Emona was vooral een commerciële stad, die voornamelijk was gespecialiseerd in de vervaardiging van keramiek. Woningblokken waren gesitueerd in ruimtes in de insulae waarin meerdere gezinnen woonden. Grote patriciërshuizen waren er weinig.

## Ondergang
De neergang van de stad vangt aan tijdens de regeringsperiode van keizer Marcus Aurelius (161-180). De stad ondervond ernstige hinder van de Marcomannen toen die een aanval pleegden in de omgeving. Marcus Aurelius deed Emona aan op zijn veldtocht en trok van daaruit verder naar het noorden. Daarna volgden nog diverse perioden met onrust en geweld. In de 4e eeuw was Emona een aantal keren middelpunt van burgeroorlogen, in 314 en 388. Na enkele maanden van bezetting in 388, begroetten de bewoners Keizer Theodosius I als hij de bevrijde stad binnenkomt na de zege bij de Slag aan de Sava waar Theodosius I de Romeinse usurpator Magnus Maximus versloeg. 
De komst van barbaarse volken in het Rijk kondigden nieuwe nog zwaardere tijden aan. In 401 wordt de stad belegerd door de Gotische Alarik I, en Emona werd in 452 vrijwel geheel vernietigd door de Hunnen, die geleid werden door Attila de Hun tijdens zijn tweede tocht naar Italië. De overgebleven inwoners ontvluchtten de stad; sommige van deze vluchtelingen reisden tot aan Istrische kust alwaar een "tweede Emona" werd gevestigd: Aemonia, wat tegenwoordig de Kroatische stad Novigrad is.

## Restanten van Emona in het huidige Ljubljana
In het huidige Ljubljana, de hoofdstad van Slovenië, zijn nog steeds Romeinse overblijfselen te vinden. Het best bewaard gebleven deel is de zuidelijke muur aan de straat Mirje, de bewoners noemen het Rimski Zid (Romeinse Muur). De Romeinse infrastructuur was zo goed gemaakt, dat er tot in de 20e eeuw nog gebruik werd gemaakt van het naadloze Romeinse bakstenen rioolsysteem (bijvoorbeeld in de straten Gregorčičeva en Vegova). Er is een openluchtmuseum in de Erjavčeva straat, maar de ruïnes zijn ook te aanschouwen in het stadscentrum (de locatie heeft een overlap met het huidige zuidwestelijke deel van de oude kern van het moderne Ljubljana) en in het Nationaal Museum in Ljubljana. Een ander Romeins overblijfsel is ook een standbeeld genaamd "Emonček" (de kleine Emona bewoner). Het is te zien in het Park Zvezda, niet ver van waar het werd opgegraven. Verder zijn er ook bijvoorbeeld verschillende mozaïeken, delen van het vroeg christelijke baptisterium, woningen, standbeelden en grafstenen te vinden.

## Legende of geschiedenis?
Volgens Herodotus was Emona opgericht door Jason, als eerbetoon aan zijn thuisland Thessalië.
Volgens de 18e-eeuwse historicus Janez Gregor Dolničar, werd de oorspronkelijke voorganger van Emona opgericht in 1222 voor Christus. Alhoewel de datum gebaseerd is op een legende en poëtische speculatie, komt het overheen met het heerserschap van Herodotus als met de vroegste archeologische restanten die tot op heden zijn gevonden.

## Emona in de literatuur
1. Emona is de plaats waar een populair roman van Mira Mihelič, Tujec v Emoni (Ljubljana, 1978), zich afspeelt
2. Emona is de naam van de stad waar Elizabeth Kostova's protagonist als eerst naartoe gaat in haar roman uit 2005 The Historian.